# Samhällsvetenskap
Samhällsvetenskap är en samlingsbenämning på de vetenskapliga ämnen (samhällsvetenskaper) som studerar samhället ur olika aspekter. Samhällsvetenskap kan, beroende på inriktning, överlappa med beteendevetenskap och humaniora.

## Klassiska samhällsvetenskapliga ämnen

### Ekonomi
Huvudartiklar: Nationalekonomi och företagsekonomi
Ekonomi är läran om hushållande med resurser i ett tillstånd av knapphet.

### Ekonomisk historia
Huvudartiklar: Ekonomisk historia
Ekonomisk historia är en vetenskap som studerar olika samhällsformers ekonomiska utveckling och försörjning.

### Geografi
Huvudartikel: Geografi, naturgeografi och kulturgeografi (även kallat samhällsgeografi)

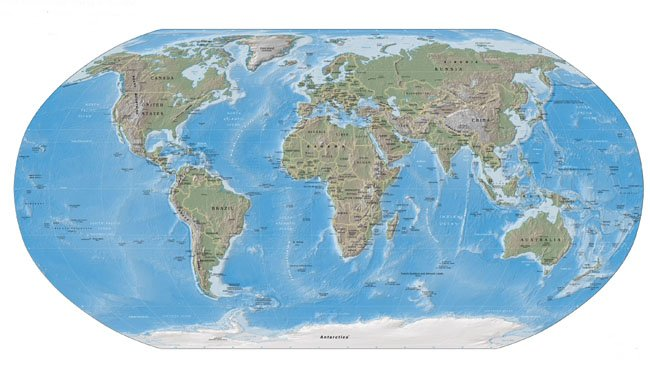
Karta över Jorden.

Geografi är den vetenskap som beskriver jordytan och dess karaktäristiska liksom hur mänsklig aktivitet påverkar och påverkas av jorden.

### Juridik
Huvudartikel: Juridik

Juridik är läran om rättsreglernas tolkning och tillämpning. 

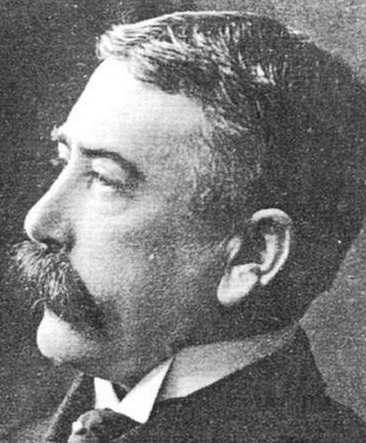
Ferdinand de Saussure, känd som den moderna lingvistikens fader.

### Pedagogik
Huvudartikel: Pedagogik
Pedagogik är läran om utbildning och lärande. Inom pedagogiken studerar man de processer genom vilka människan formas och förändras i olika sociala, kulturella och historiska sammanhang. 

### Psykologi
Huvudartiklar: Psykologi och socialpsykologi
Psykologi är läran om människans beteende, tankar, känslor och samspel med andra människor. Inom socialpsykologin försöker man förklara hur en människas tankar, känslor och handlingar påverkas av den faktiska, inbillade eller underförstådda närvaron av andra.

### Socialantropologi
Huvudartiklar: Socialantropologi
Socialantropologi är läran om människan i sociala sammanhang. Inom socialantropologin studerar man människans sociala tänkande och beteende utifrån ett globalt perspektiv.

### Sociologi
Huvudartikel: Sociologi

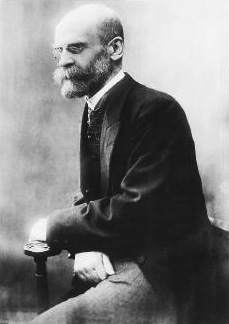
Émile Durkheim räknas som en av sociologins grundare.

Sociologi är läran om det sociala. Inom sociologi studerar man sociala interaktioner och relationer, liksom hur vi människor påverkas av olika samhällsförändringar på individ-, grupp- och samhällsnivå. Sociologin fokuserar i regel på det moderna samhället (från industrialiseringen och framåt). Sociologer lär sig studera, utreda, förstå och förklara komplexa sociala och samhällsrelaterade fenomen.   

### Statsvetenskap
Huvudartikel: Statsvetenskap
Statsvetenskap är det vetenskapliga studiet av teoretisk och praktisk politik och beskrivandet av politiska system. Statsvetenskap är en vetenskap som studerar politik i bred bemärkelse, exempelvis politiska statsskick och institutioner, politiska ledare, politiska värderingar och politiskt beteende.

## Moderna samhällsvetenskapliga ämnen
- Ekonomi
  - Företagsekonomi
  - Nationalekonomi
- Ekonomisk historia
- Juridik
- Geografi
  - Naturgeografi
  - Kulturgeografi
  - Ekonomisk geografi
- Psykologi
  - Klinisk psykologi
  - Kognitiv psykologi
  - Socialpsykologi
  - Neuropsykologi
  - Evolutionspsykologi
- Socialantropologi
- Sociologi
  - Kultursociologi
  - Rättssociologi
- Statsvetenskap
  - Politisk teori
  - Komparativ politik
  - Internationella relationer
  - Freds- och konfliktkunskap

- Tvärvetenskapliga discipliner
  - Arbetsvetenskap
  - Biblioteks- och informationsvetenskap
  - Demografi
  - Europastudier
  - Ethnic Studies
  - Genusvetenskap
  - Handikappvetenskap
  - Informatik
  - Kognitionsvetenskap
  - Kriminologi
  - Medie- och kommunikationsvetenskap
  - Socialt arbete
  - Systemvetenskap
  - Service management
  - Tjänstevetenskap

## Centrala begrepp
Till några av de mest centrala begreppen inom samhällsvetenskapen hör utbud och efterfrågan, transaktionskostnad, nytta, marginalnytta, marginalkostnad, pris, produktivitet, komparativa fördelar, specialisering, jämvikt, funktionalism, strukturalism, externalitet, kollektiv nyttighet, fripassagerare, altruism, konkurrens, kollektivt handlande, ojämlikhet, egendom, fördelningspolitik, social klass, stratifiering, status, rationalitet, formalisering, byråkratisering, reglering, institution, organisation, socialisation, social norm, kultur, värderingar, etnicitet, nation, ingrupp och utgrupp, identitet, identitetspolitik, genus, social konstruktion, ideologi, stat, gräns, konflikt, aggression, våld, migration, makt, oligarki, demokrati, språk, population, evolution, åldersfördelning och släktskap.